# Callirrhoé fille de Scamandre
Pour les articles homonymes, voir Callirrhoé.
Dans la mythologie grecque, Callirrhoé ou Callirhoé (en grec ancien Καλλιρόη / Kalliróê), fille du dieu fleuve Scamandre, est une naïade d'une source ou d'une fontaine de Troie en Anatolie.
Elle est l'épouse du fondateur de la ville, Tros, héros éponyme de la Troade, de qui elle a une fille Cléopâtre et trois fils, Ilos, Assaracos et Ganymède.

## Source
- Pseudo-Apollodore, Bibliothèque [détail des éditions] [lire en ligne] (III, 12, 2 ; III, 141) .